# Борисоглебка (Новосибирская область)
Борисогле́бка — село в Убинском районе Новосибирской области. Административный центр Борисоглебского сельсовета.

## География
Площадь села — 66 гектаров.

## Население
| 2002 | 2007 | 2010 |
| ---- | ---- | ---- |
| 403  | ↗417 | ↘372 |

## Инфраструктура
В селе по данным на 2007 год функционируют 1 учреждение здравоохранения и 1 учреждение образования.

## Известные уроженцы
- Андреев, Алексей Дмитриевич (1916—1949) — советский военнослужащий, капитан, Герой Советского Союза.